# Medicopter 117 - Jedes Leben zählt
Medicopter 117 è una serie televisiva austro-tedesca da MR Film e trasmessa dal 1998 al 2007 da RTL Television. Nel cast principale, figurano Manfred Stücklschwaiger, Sabine Petzl, Hans Heller, Julia Cencig, Serge Falck, Rainer Grenkowitz, Anja Freese, Roswitha Meyer, Urs Remond, Wolfgang Krewe, Tom Mikulla, Jo Weil e Hanno Pöschl.
La serie si compone di 7 stagioni, per un totale di 81 episodi, della durata di 45 minuti ciascuno, più un episodio pilota.  L'episodio pilota (in due parti), intitolato Der Kronzeuge, venne trasmesso in prima visione in Germania l'11 gennaio 1998; l'ultimo, intitolato Angst!, fu trasmesso in prima visione in Germania il 28 giugno 2007.

## Trama
Due équipe mediche viaggiano a bordo di altrettanti elicotteri per soccorrere delle persone in pericolo di vita tra le montagne dell'Austria e della Germania meridionale. A bordo di un elicottero, pilotato da Thomas Wächter, viaggiano il Dottor Michael Lüdwitz e l'infermiere Peter Berger, che formano la "squadra A", mentre a bordo dell'altro elicottero, pilotato da Biggi Schwerin, viaggiano la Dottoressa Gabriele Kollmann e l'infermiere Ralf Staller, che formano la "squadra B".
Dopo la tragica morte della Dott.ssa Kollmann, a prendere il suo posto è la Dott.ssa Karin Thaler. In seguito, il Dottor Lüdwitz viene sostituito dal Dottor Mark Halland, mentre l'infermiere Ralf Staller viene sostituito da Enrico Contini.

## Personaggi e interpreti
- Thomas Wächter, interpretato da Manfred Stücklschwaiger (ep. 1-48): è pilota di elicottero
- Biggi Schwerin, interpretata da: Sabine Petzl (ep. 1-56 e 63): è pilota di elicottero
- Jens Köster, interpretato da Hans Heller (ep. 49-81): è pilota di elicottero
- Gina Aigner, interpretata da Julia Cencig (ep. 47-81): è pilota di elicottero
- Dott. Michael Lüdwitz, interpretato da Rainer Grenkowitz (ep. 1-37 e 48): è il medico dell'elicottero pilotato da Thomas Wächter
- Dott.ssa Gabriele "Gabi" Kollmann, interpretata da Anja Freese (ep. 1-24): è il medico dell'elicottero pilotato da Thomas Wächter
- Dott.ssa Karin Thaler, interpretata da Roswitha Meyer (ep. 25-81): è il medico che sostituisce al Dott.ssa Kollmann dopo la sua morte[2]
- Dott. Mark Halland, Urs Remond (ep. 34-81): è il medico che prende il posto del Dott. Lüdwitz[2]

## Produzione
La serie venne girata tra il 1997 e il 2003.

## Episodi
| Stagione         | Puntate                       | Prima TV Germania | Prima TV Italia |
| ---------------- | ----------------------------- | ----------------- | --------------- |
| Prima stagione   | 8 + ep. pilota (in due parti) | 1998              | inedita         |
| Seconda stagione | 13                            | 1999              | inedita         |
| Terza stagione   | 13                            | 2000              | inedita         |
| Terza stagione   | 12                            | 2001              | inedita         |
| Quinta stagione  | 14                            | 2002              | inedita         |
| Sesta stagione   | 13                            | 2003              | inedita         |
| Settima stagione | 8                             | 2006              | inedita         |

## Ascolti
Gli episodi in prima visione della serie registrarono in Germania una media di circa 6 milioni di telespettatori.

## La serie nella cultura di massa
Il titolo della serie ispirò nel 2017 ad alcuni studenti di medicina di Magonza impegnati nei campionati di medicina il brano Medicopter Mainz17, brano che raggiunse il primo posto delle Spotify Viral Charts tedesche e che fu poi ripreso nel 2020 dal cantante Tobee (con il titolo Helicopter 117), divenendo disco d'oro in Germania.